# Тентек
Тентек (на казахски: Тентек; на руски: Тентек) е река протичаща в югоизточната част на Казахстан (Алматинска област), вливаща се в езерото Сасъккол. Дължина около 200 km. Площ на водосборния басейн 5390 km².
Река Тентек води началото си от ледниците, стичащи се по северния склон на планината Джунгарски Алатау, на 3820 m н.в., в близост до китайската граница. По цялото си протежение тече в северна посока. В горното и средно течение е типична планинска река с тясна и дълбока долина, бързо течение и прагове. На около 15 km югоизточно от град Ушарал излиза от планините и навлиза в крайната източна част на обширната Балхаш-Алаколска котловина. Влива се от юг в езерото Сасъккол, на 350 m н.в., като образува голяма (над 170 km²), силно заблатена делта. Основни притоци: леви – Кайрактъ, Саръмсактъ, Шумбулак, Чинжали; десни – Къзълтентек, Аршалъ, Ипили, Красная, Ортатентек. Има смесено подхранване с преобладаване на ледниковото. На десния бряг на реката е разположен град Ушарал, на 15 km югоизточно от който е изграден Ушаралският хидровъзел.